# Brometo de (2-hidróxietil)dimetilfenacilamônio
Brometo de (2-hidróxietil)dimetilfenacilamônio  é um composto formulado em C20H34Br2N2O4.  